# D'une femme à l'autre (film, 1927)
Pour le film de Charlotte Brandström sorti en 1994, voir D'une femme à l'autre.
Pour plus de détails, voir Fiche technique et Distribution.
D'une femme à l'autre (titre original : One Woman to Another) est un film américain réalisé par Frank Tuttle et sorti en 1927.
Le film est considéré comme perdu.

## Fiche technique
- Réalisation : Frank Tuttle
- Scénario : J.L. Campbell, George Marion Jr.
- Producteurs : Jesse L. Lasky, Adolph Zukor
- Photographie : L. Guy Wilky
- Production : Famous Players-Lasky Corporation
- Distributeur : Paramount Pictures
- Durée : 50 minutes
- Date de sortie : 17 septembre 1927 (États-Unis)

## Distribution
- Florence Vidor : Rita Farrell
- Theodore von Eltz : John Bruce
- Marie Shotwell : Mrs. Gray
- Hedda Hopper : Olive Gresham
- Roy Stewart : Rev. Robert Farrell
- Joyce Coad : la nièce
- Jimmy Boudwin : le neveu